# Gymnotus mamiraua
Gymnotus mamiraua är en fiskart som beskrevs av Albert och Crampton 2001. Gymnotus mamiraua ingår i släktet Gymnotus och familjen Gymnotidae. Inga underarter finns listade i Catalogue of Life.